# PSYCHO-PASS
《心靈判官》（日语：PSYCHO-PASS サイコパス），是Production I.G所製作的電視動畫系列。由虛淵玄負責故事原案，天野明負責角色原案，並由鹽谷直義和本廣克行指導製作。第一季動畫於2012年10月至2013年3月間在富士電視台的節目區塊noitaminA中正式播映。第2季於2014年10月開播，12月結束。同名剧场版於次年1月上映。2019年1月，《PSYCHO-PASS心靈判官SS》劇場版三部曲首部開始上映，並於3月上映最後一部曲。第3季於2019年10月開播，12月結束。台灣由木棉花代理發行。整部故事發生於一個處於威權狀態的反烏托邦未來社會，無處不在的監視器會不斷掃描每一個經過的市民的精神狀態。劇場版《PSYCHO-PASS心靈判官3 FIRST INSPECTOR》已於2020年3月27日上映。官方於2022年8月14日宣佈製作劇場版《PSYCHO-PASS心靈判官 PROVIDENCE》，次年5月12日公開。
《PSYCHO-PASS心靈判官》因Production I.G.想重現《攻殼機動隊》和《機動警察》的成功經驗而生。此一作品受到多部電影及小說的影響，當中又以《幕後嫌疑犯》最為著名。北美的Funimation、臺灣的巴哈姆特動畫瘋，以及中國大陸的樂視網皆分別獲得授權，允許其在網上播放第1季及第2季。本作品已改編成漫畫及小説；漫畫則於集英社的《Jump Square》上連載。由Nitroplus Staffers與Production I.G.合作開發的游戏《小小心理测量者》（日语：ちみキャラさいこぱす）亦已於2012年发行。此外，官方於2014年發佈了全新的改編漫畫及小説。
第一季獲得日本和西方評論界的讚譽。儘管後期作畫因有所崩壞而需在DVD版中修復，但整體而言該作品仍因為角色之間的關係描畫和設定，獲得廣泛好評。第二季的評價因反派角色的定位及血腥情節而轉向負面。第三季則因對新角色的聚焦而獲得積極的評價。

## 情節

### 設定
未來的日本社會建立一套希貝兒先知系統（Sibyl System/シビュラシステム）── 一個強大的心靈指數監測網路──以聲像掃描主動監控市民的心智與精神狀態，其測量數據被稱作「心靈指數」（Psycho-Pass/サイコパス）。系統亦會預測一個人犯罪的可能性，並把其數值化，成為「犯罪指數」。如果超過門檻則會被公安局刑警追捕，甚至是就地處決。刑警皆配有被稱作「主宰者」（Dominator/ドミネーター）的特殊武器，只有在對準犯罪係數過高的犯人才會啟動。刑警分為「執行官」與「監視官」，執行官也是犯罪係數超標的潛在犯，因為有追捕犯人的才能而被選為執行官，監視官則負責監督與指揮執行官，如果執行官做出危害社會的逾矩行為，監視官有權限直接用主宰者擊昏或射殺他們。

### 故事概要
常守朱初上任公安局刑事課第一分隊的監視官，首次任務就把手下的狡嚙慎也執行官擊昏。儘管不認同狡嚙對待潛在犯的方式，她內心還是感到愧疚。不過狡嚙沒有責備她，反而感謝她阻止他奪走潛在犯的性命。狡嚙的鼓勵讓朱決定繼續這份工作。
朱與第一分隊的成員們共事。宜野座伸元是資深的監視官，嚴厲遵守與執行官們的界線；征陸智己是曾為舊時代警視廳警探的中年執行官；滕秀星是在幼年就被判定為潛在犯的輕浮男子；六合塚彌生是因為曾和恐怖份子交往而墮落為潛在犯的前樂手。
在朱前期的調查過程中，第一分隊發現多起案件的幕後主謀是擁有「免罪體質」的槙島聖護。他可以在犯下多起駭人罪行後，犯罪係數依然低於標準值，讓主宰者無法處決他。
槙島的目的是摧毀由希貝兒先知系統建立的社會，他刻意引發市民暴動誘導刑警遠離希貝兒系統所在的厚生省諾娜塔。朱和狡嚙在塔頂成功逮捕槙島，然而滕秀星執行官在塔底追蹤槙島的同夥崔九聖時，公安局禾生局長突然現身。為保護希貝兒系統的秘密，局長以主宰者殺死他們兩人。禾生局長秘密單獨與被拘押的槙島會面，邀請槙島加入希貝兒系統，槙島拒絕她的提議並逃脫公安局。
狡嚙意識到槙島的逃亡真相，決定獨自離開公安局去找槙島做個了斷。隨後希貝兒系統告知朱真相，命令她去活捉槙島。朱答應在希貝兒取消處決狡嚙的條件下協助先知系統。
第一分隊得知槙島的計畫是以生化恐怖攻擊摧毀日本經濟來讓希貝兒系統崩潰後，便前往北方的糧食管理中心追捕槙島與狡嚙。宜野座被槙島設計掉入陷阱，征陸為保全其性命而犧牲自己。儘管朱千方百計地阻止，狡嚙最終仍然殺死槙島，之後不知去向，一期故事的主軸為「當法律無法裁定」的時候，是要揭開真相還是依舊守護法律。
第二期中，朱領導重組後的第一分隊。宜野座伸元降級為執行官，新成員有監視官新人霜月美佳、兩名執行官東金朔夜與雛河翔，六合塚彌生則是第一期僅剩的執行官。
在第二期故事，一個自稱鹿矛圍桐斗的神秘人物威脅這個安定的社會。他的目的跟槙島大同小異，槙島是意圖揭開希貝兒系統的真相以及致命缺陷並使其崩潰，而鹿矛圍的目的同樣也是想揭開真相，但最終是為了復仇，進行大量的無差別大屠殺。由於鹿矛圍善於隱藏行蹤，也擅長協助他的追隨者保持極低的犯罪係數，因此只有像朱這類少數人會相信這號人物真實存在，在二期整個故事的主軸為「你是什麼顏色?」這個問題，來質問當今被希貝兒系統長期獨裁控制的這個社會。
《PSYCHO-PASS心靈判官 3》發生在《PSYCHO-PASS心靈判官劇場版》之後。在劇場版中，朱在得到慎也的幫助下終發現東南亞聯合（SEAUn）的政治腐敗。朱在當地找到慎也時發現他成了反政府遊擊隊的成員，慎也相信自己是為這個國家人民的自由而戰。最後第一分隊成功解決了事件，慎也又再一次遠去他國。
在第三期中，朱因某些事件而被拘禁，並在等待審判，她期待兩位新任監視官慎導灼及炯・米哈伊爾・伊格納多夫能夠找出真相。第一分隊第一宗要處理的事件就是大型運輸無人機的墜毀及機上會計師的死亡。隨著劇情推進，灼及炯終發現大量有關支持「彩虹橋」這一地下組織存在的證據，它以一個稱為「Round Robin」的系統操縱社會上的事件。灼及炯兩者也出現了矛盾，並使得炯在結尾被彩虹橋議員法斑靜火拉攏，成为了「彩虹橋」第13号监视者，來到真心「背叛與否」的選擇。之後的劇情已於2020年春季上映的劇場版中公開。

## 用語
心靈指數
經科學分析並量化的人類精神狀態數據。在本作的社會，測量心靈指數是市民的日常生活一環，數據皆被紀錄並管理。為了維持理想的精神狀態，心理治療在社會上非常普遍。這個社會實現了完美幸福的生活理想，根據每個人的嗜好與能力提供最適合的人生選項，不會被運氣或是選擇錯誤而左右未來。
希貝兒先知系統（Sibyl System）
Sibyl一詞源自希臘語σίβυλλα（拉丁語：Sibylla），意為「女先知」或「女預言者」。於本作開始約前30年引進使用，使用聲像掃描並計算出生物力場，以科學分析市民的心理狀態，將這些數據量化得出心靈指數，以深層心理為指引來診斷職業適性，提供市民全面的終生福利保障。在這個時代由厚生省管轄，運作理念為「人盡其才，是希貝兒為人類帶來的恩典」，但反之思考的話，這個理想有如烏托邦般的系統同時也具備了獨裁的思想，只要色相有一絲混濁，就會被列為精神衛生管理對象；只要人的情緒激動至犯罪係數有些許提高，就會被當作潛在犯處理。既使該系統已經普遍受到認可，但為此也爭議不斷。
系統平時不斷進行計算心靈指數與判定職業適性等龐大的任務。多數市民對系統讚譽有加，但也有對系統不滿的人，以打倒系統為目標進行反社會抗爭活動。
希貝兒系統是以PDP模式──即由大量超級電腦進行分散式平行處理。但僅靠高速演算法只能診斷出色相壓力值，要判定出更複雜的人類心理參數──能深層顯示人類本質的犯罪係數，則需要持續擴張系統的思考幅度。希貝兒系統便納入不同於既存人類規範的超群人格──不會隨意和他人產生共鳴，也不會感情用事，能以非人類的眼光來俯瞰並裁定人類，而「免罪體質」是唯一能符合該系統的必要條件。因此，將人類大腦的活動統合，使思考能力擴張並高速化的系統在50多年前就已實用化，加入了該系統的成員會徹底銷毀肉體，只留下大腦，作為生物電腦系統之一，為系統演算機的一部份，大部分加入的成員在生前都有「免罪體質」。第一期故事中的系統構成人員有247名，其中200名左右按照固定時間表，時時刻刻監視並判定全國所有人口的心靈指數。
於二期時因鹿矛圍的質問而決定接受常守朱的提案，建立「集團性心靈指數」，並以此為基礎去除自身系統犯罪係數超過300以上的大腦(大多是後天性或非免罪體質者)。
希貝兒系統的真面目與「免罪體質」有極大的掛勾，因此一樣被列為極機密資訊，甚至只要知道真相的人，無論是否犯罪一律都會被希貝兒系統滅口。
目前知道希貝兒系統的真相還能存活下來的人：常守朱、霜月美佳、慎導灼、法斑靜火、梓澤廣一。
犯罪係數
希貝兒系統其中一個量化的參數，可以用來衡量一個人成為犯罪者的危險性。上升的犯罪係數可透過治療降低數值。數值超過基準且無法回復的人，在犯罪之前都會被當作「潛在犯」看待，被社會排除並隔離處置。 希貝兒系統以過去各式各樣罪犯的思考模式為基礎進行即時運算分析，量化成犯罪係數並與主宰者直接連線。
潛在犯
心靈指數中的犯罪係數超過規定值就會被認定為潛在犯，成為被社會隔離、治療與排除的對象。可以透過藥物治療降低數值，如果犯罪係數繼續上升，就會被判定沒有更生的機會，終生被監禁在隔離設施。也有人認為被判為潛在犯的那一刻就是生命的終結。目前尚未證實犯罪係數是否有遺傳的可能性。
色相
將心靈指數以顏色視覺化呈現，是精神健全度檢查最顯而易懂的標準之一。精神狀態越穩定，顏色就越清澈，壓力過大或思考過於悲觀會導致顏色混濁。大眾皆以此作為是否接受精神護理的指標，平時可以透過街頭監視器或簡易掃描器得出色相。
主宰者（Dominator，配音員：(日本) : 日高範子 ，(香港) : 林司聰）
正式名稱為「攜帶型心理診斷 鎮壓執行系統 主宰者」，是監視官與執行官於緊急情況下攜帶的大型手槍型武器。
除手把是茶色外整體為黑色，側面的多個發光體顯示槍枝狀態。值勤時由專用的「運輸無人機」負責運送主宰者到現場。由於主宰者在希貝兒系統為優先處理級別，因此只要對準可疑嫌犯，就能瞬間測出犯罪係數。使用前會先掃描眼球進行生物識別認證確認登錄身分。系統若判定對象未超過犯罪係數基準值或是持有者非登入許可者，板機會鎖上。只有握住槍枝的使用者會聽到指向性語音導航，透過自身視網膜看到目前各種狀態數值的指引。主宰者會主動根據對象選擇是否解除安全模式，只要對準罪犯按下板機即可。執行的時候，視網膜會出現嫌犯的犯罪係數，語音導航會發出如「（犯罪指數）超過120」、「低於60」、「為0」等諸如此類的情報。
執行時主宰者會射出集中電磁波。選擇執行模式時，會收到「非致命、麻醉槍」（non-lethal paralyzer)的語音。若對象是犯罪係數超過300的犯人，麻醉槍會切換成「致命、排除槍」(lethal eliminator)。對無人機此類非人類型機器，主宰者會自動更新威脅判定，設定為最強模式「摧毀、分解槍」（destroy decomposer)。
與希貝兒系統連上網路才能使用，因此在無網路地區時則完全成為一柄廢鐵，槍體本身是以電力為動能，因此需要定期充電，或是連接電源供應無人機才能使用。除了麻醉槍外的模式都有使用限制，充飽電且不切換模式的狀態下，殺人槍最多4發，分子分解槍最多3發。
規定嚴禁執行官使用主宰者對準監視官，會被視為叛逆行為並記錄下來，不過紀錄可透過監視官權限消除。
由於跟希貝兒系統直接連結，可被系統作為通訊器使用。
於一期第16話、17話中，因公安局局長(即希貝兒系統的人格之一)的強制干預，希貝兒可以無視犯罪指數強制切換成其他模式。一期第21話中，因小朱與希貝兒的私下交涉，希貝兒特別許可將主宰者固定成麻醉槍。
強襲型主宰者
第二期故事出現強化版的主宰者，槍身變長，射程範圍加廣，外型形似狙擊槍。第4話時第三分隊基於局長命令首次引進使用。執行模式與主宰者相同，不同點在於能隔牆檢測犯罪指數並攻擊潛在犯，但隔牆的情況下無法辨識對方身份，執行官也無法確認對象是否為監視官。此原因造成在第4話時須鄉執行官意外射死青柳監視官。
主宰者SG原型
於第三期故事中出現的神祕武器，其權限只有課長以上的位階才能得知其存在，槍身比一般主宰者稍長且比強襲型短，射程為中遠距離，搭載「多重鎮壓執行系統」，其系統特殊性為能鎖定複數目標並加以鎮壓，能打出散彈槍的效果，但所有的子彈都有追蹤性能，因此不會誤傷目標，專門鎖定犯罪系數100以上的人，缺點是開槍後會進入冷卻時間，必須等冷卻時間23秒到後才可繼續使用，另一個缺點是耗電量比一般主宰者還多，因此不適合打長期戰鬥的消耗戰；與一般主宰者一樣擁有三種子彈，但射擊的效果是放射性的彈道配置，因此若使用分子分解槍模式的時候要特別小心，其危險性甚至一發能摧毀整棟公安局大廈。
為「獵槍型主宰者」的試用款，因此被稱為「原型」，公安局局長判定該武器太過危險，因此不被採用而將其封印至公安局的伺服器機房內的暗盒中，只有課長以上權限才可打開取出，因此沒有被梓澤等人破壞掉，成為了反攻彩虹橋的關鍵武器。
執行官
厚生省公安局進行實際搜查的刑警，被稱為「公安局的走狗」、「獵犬」等諸多稱號，通常每一分隊的構成方面都會配屬四名執行官，大部分的執行官都是經由公安局吸收可用的罪犯為主，而少部分是從監視官被降職為執行官，因此有些執行官因同時具有監視官的思考性，經驗會相當豐富，最後的小部分則是出生就被視為潛在犯或在社會上趨近於潛在犯的人，考進公安局成為執行官。
具有理解、預測並解決犯罪的能力，能接近犯罪的源頭。此任務通常由犯罪係數超標的潛在犯擔任，也由於大部分是成為罪犯的高危險分子，而必須在嚴格的監視下行動，只能在政府大樓的刑警辦公室與公安局的專用宿舍出入；只有值勤或是在監視官陪同之下才能外出。不過住在隔離區域內的執行官，有被賦予使用奢侈品、高級設施、培養個人嗜好等自由。
監視官
在厚生省公安局監督與指揮執行官，負責搜查活動所有責任的菁英級刑警。通常每一分隊會配屬兩名監視官。通常會在搜查時穿上寫有所屬單位字樣的攻堅外套。以極低的犯罪係數為後盾，具備善良健全的精神，是社會的典範，此外也具備卓越的智慧與優秀的判斷力。工作上必須面對殘酷的案發現場與身為潛在犯的執行官下屬，常有犯罪係數提高的風險，一旦係數過界且長期不治療，就會被降職為執行官。
雖然環境嚴酷，但只要擔任十年監視官就能升遷為厚生省核心官員。然而也因為工作艱辛，刑事課長期處於人手短缺的狀態。
免罪體質
聲像掃描的測量值與犯罪心理不一致的特殊案例，出現比率約為200萬分之一，被希貝兒稱為「是天生的罪人，也是天生的聖人」之人。無法事先當作潛在犯來預防其犯罪，主宰者對其也無法產生作用，因此只能以強行收押逮捕之。
此體質者有不同的種類，一般都是色相不易混濁、犯罪係數不易上升，既使上升一點也能很快回復正常，但某些特例具有超乎常規的能力，例如完全免疫心理汙染(犯罪係數永久為0)、自由控制犯罪係數數值等特殊能力，此特殊能力之強大也使社會高層為此覬覦，曾秘密進行多次不人道實驗，但隨即實驗多次失敗而告終，該計畫因此永久凍結並廢除。
實際上擁有該體質者，希貝兒系統會對其進行篩選並詢問其意願是否加入系統的一員，擁有該體質的人類大腦是希貝兒系統的構成條件之一。由於免罪體質者的存在會動搖市民對希貝兒系統的信賴，以及系統背後的真面目是不可告人的黑暗面，目前還是被封鎖為機密事項。
無人機（Drone）
協助人類進行勞動相關工作的機器人，尺寸與外觀因使用用途而有所差異，在公家機關、企業、商店及街道上隨處可見。在公安局除了主要執行交通事故處理、事發現場保存、鑑識工作之外，也被用來看護病人。功能相當多樣化，在國境邊界也有如人形一般的大型重武裝警備無人機。
心靈危害（PSYCHO-HAZARD）
不穩定的精神狀態會影響周遭人群的心靈指數，是一種精神污染，一旦被發現心靈指數惡化，會被送到矯正所與社會隔離並接受治療。
全像投影（Hologram）
在本作故事，全像投影已發展成相當高端的技術，每個地方都有設置此類裝備，也能隨處攜帶。這個社會除廢棄區域外的每個角落，所有街道外觀、建築物內部、人們的衣服等等都可以見到全像投影的應用。整個城市外觀被投影覆蓋上對心理健康有益的紋理影像，市民的家用人工智慧也是全像投影，負責對話、安排行程與身心管理等工作。此外，「虛擬影像套裝」技術（ホロアバター・スーツ）也普及應用化，可透過設計成蜜粉盒形狀的變裝器在身體或衣服上投影出其他服裝與配飾來改變外觀。
根據使用方法的不同，也能作為一項戰術武器，例如駭入他人的影像套裝混淆敵人視線，或將空間視覺扭曲避免被追蹤及擾敵等。
易受風雨、火焰、放置物干擾，在雨天或碰到水，或以酒精起火、放置其他不符合配置的物件等情況下會產生雜訊並發出噪音。
珂美莎（Komissa，配音員：高森奈津美）
公安局的吉祥物。男孩叫「太郎」，女孩叫「花子」。公安局刑警和機器人會使用吉祥物外觀的投影，可愛的外表可以幫助他們在進行檢查、詢問、巡邏、輔導等工作時減少市民的緊張感與壓力。
諾娜塔（Nona Tower）
厚生省的本部大樓，都市的象徵。外觀全為彩色投影。本作中的社會非常依賴希貝兒系統，因此厚生省擁有很大的權力。 實際上是希貝兒先知系統的中樞所在地，為隱藏其本體機密只對外公開到地下四樓的資訊，地下五到二十層樓的入口平常隱藏在方塊狀牆壁後方。全國心靈係數等數據皆從塔頂的電波塔接收並傳送至系統處理。
在第三期故事中，揭開了地下二十層樓以下還有更深層的未知空間，目前實際樓層不明，但最深處是彩虹橋組織的系統－藍德羅賓的正體與其場所。
彩虹橋（Bifrost）
一個不明神秘組織，首次出現於第三期，疑似是比希貝兒系統還更古老的存在，其背後黑幕權力凌駕於公安局、外務省、厚生省、國防部等重大機構，劇情最後揭示該組織的真面目，是希貝兒先知系統在運作初期之時，進行其程式系統除錯的機密部門，該系統的真正創始人是法斑一族。
其本質是系統的投資者本身利用其系統權限，用各種手段來人為製造希貝兒系統的盲點，並從中獲取各種龐大利益的組織，至於牽扯犯罪行為本身正是這個除錯系統的必要行為，這是為了在系統盲點不被完全消除下使日本的財富持續增加的必須程序，因此需要製造衝突性，才能從投資中獲得最大收益，但希貝兒系統已經有所進化，建立了「集團性心靈指數」，同時也承認了虛擬AI的被選舉權，即是承認AI也有人格、心靈指數，本來這是一個新的盲點，但因為人民的承認而該盲點也逐漸消失；在系統趨於完整性的狀況下，盲點也就越來越少，這會導致日本總有一天因過於完美而趨於崩壞，彩虹橋本身就是需要希貝兒的盲點才能將之平衡的系統組織，因此該組織本身需要「集體性AI」（AI群控）的開發來對抗希貝兒先知系統。
目前已知的構成成員有日本國會議員、道上龍頭以及地方仕紳等黑白兩道重點政要，他們以日本這個國家為「賭盤」，以國家的各種事件發展為一場「賭局」，以旗下的各個企業、機關為自身的賭局籌碼，其組織與希貝兒系統有不可告人的神祕關係，是唯一能與希貝兒系統對等的組織，亦可說彩虹橋也屬於該組織的系統。
身處白道的諸多政要為「參賽者」，而見不得光的黑道、無良企業家等惡徒則為「監視者」，至於組織內部的暗殺部隊成員為「開拓者」；「參賽者」的目的為「預知國家的發展做出相對應的投資」，「監視者」則是「監控所有事件的發展並處理掉可能發生的投資風險」，實行必要之惡，「開拓者」屬於處理善後的暗殺型特種部隊，成員絕大多數是被通緝的殺手或雇傭兵，甚至是早已人間蒸發的罪犯，外務省認為「開拓者」的成員是早期古老的傭兵部隊「和平破壞者」（Peace Breaker）。
「參賽者」與「監視者」彼此為雇傭合作的上下契約關係，且「監視者」只要有一定績效以及組織總體的認可後，再經由「參賽者」提拔，有機會晉升為國會議員，加入「參賽者」的行列。
組織內部的監視者大部分都在保持色相安全值的情況下實行各種犯罪，目前其原理不明，而他們的手下則是以監視者掌握的科學技術掩蓋監視器的耳目後(如榎宮以冷凍睡眠的方式讓部下進入假死狀態，托利則使用藥物將炸彈客的心靈指數暫時降至正常)，運送至各地達成目標。而該組織的最底部成員大多都是不知情而被利用的一般市民，導致組織犯罪切進希貝兒系統的漏洞而無孔不入，因此追查該組織的公安局、外務省等統稱其成員為「狐狸」。
該組織在最後借由法斑靜火的導入希貝兒系統為新的參賽者的方式下，促成彩虹橋AI藍德羅賓與希貝兒AI正式會談，最後希貝兒吸收了藍德羅賓，彩虹橋組織也宣告解散。

## 製作
| 第1期                | 第1期                                                                            |
| -------------------- | -------------------------------------------------------------------------------- |
| 總導演               | 本廣克行                                                                         |
| 導演                 | 鹽谷直義                                                                         |
| 故事原案             | 虛淵玄（Nitro+）                                                                 |
| 腳本                 | 虛淵玄 深見真 高羽彩                                                             |
| 人物原案             | 天野明                                                                           |
| 人物設定・總作畫監督 | 淺野恭司                                                                         |
| 副人物設定           | 千葉崇洋                                                                         |
| 主宰者設定           | 石渡誠（多邊形番長）                                                             |
| 機械設定             | 常木志伸                                                                         |
| 道具設定             | 幸田直子 橫田晉一                                                                |
| 美術設定             | 平田秀一 森岡賢一                                                                |
| 色彩設定             | 上野詠美子                                                                       |
| 美術監督             | 衛藤功二                                                                         |
| 3D監督               | 佐藤敦                                                                           |
| 攝影監督             | 荒井榮兒                                                                         |
| 編輯                 | 村上義典                                                                         |
| 音響監督             | 岩浪美和                                                                         |
| 音樂制作             | Glovision Inc.                                                                   |
| 音樂                 | 菅野祐悟                                                                         |
| 音樂制作人           | 佐野弘明                                                                         |
| 總制作人             | 山本幸治                                                                         |
| 制作人               | 和田丈嗣 戶堀賢治 岡村和佳菜                                                     |
| 動畫制作人           | 川口徹 柴田和典                                                                  |
| 動畫製作             | Production I.G                                                                   |
| 製作                 | 富士電視台 東寶株式會社 Production I.G 日本索尼音樂娛樂 京樂實業控股 電通 Nitro+ |
| 第2期                |                                                                                  |
| 系列導演             | 鈴木清崇                                                                         |
| 導演                 | 鹽谷直義                                                                         |
| 企劃監修             | 本廣克行 虛淵玄                                                                  |
| 系列構成             | 冲方丁                                                                           |
| 腳本                 | 熊谷純                                                                           |
| 角色原案             | 天野明                                                                           |
| 人物設計             | 淺野恭司                                                                         |
| 系列導演             | 鈴木清崇                                                                         |
| 總作畫監督           | 淺野恭司 高田晃                                                                  |
| 色彩設計             | 永井留美子                                                                       |
| 美術監督             | 松浦隆弘                                                                         |
| 3D監督               | 笠永祥文                                                                         |
| 攝影監督             | 中村俊介                                                                         |
| 剪輯                 | 村上義典                                                                         |
| 音樂                 | 菅野祐悟                                                                         |
| 音響監督             | 岩浪美和                                                                         |
| 動畫製作             | 龍之子製作公司                                                                   |
| 製作                 | 「PSYCHO-PASS心靈判官」PSYCHO-PASS製作委員會                                                |
| 第3期                |                                                                                  |
| 監督                 | 塩谷直義                                                                         |
| 系列構成             | 冲方丁                                                                           |
| 腳本                 | 深見真 冲方丁 吉上亮                                                             |
| 角色原案             | 天野明                                                                           |
| 人物設定・總作畫監督 | 恩田尚之                                                                         |
| 色彩設計             | 鈴木麻希子                                                                       |
| 美術監督             | 草森秀一                                                                         |
| 3D監督               | 大矢和也                                                                         |
| 攝影監督             | 村井沙樹子                                                                       |
| 攝影視覺效果         | 荒井榮兒                                                                         |
| 編輯                 | 村上義典                                                                         |
| 音樂                 | 菅野祐悟                                                                         |
| 音響監督             | 岩浪美和                                                                         |
| 動畫製作             | Production I.G                                                                   |

此一作品由鹽谷直義執導，虛淵玄負責故事原案，《家庭教師HITMAN REBORN!》的作者天野明則擔當角色設計。當中由關智一飾演狡嚙慎也、花澤香菜飾演常守朱、櫻井孝宏飾演槙島聖護。《PSYCHO-PASS》因Production I.G.想重現《攻殼機動隊》和《機動警察》的成功經驗而生，故此它邀請了在警察題材作品方面有一定經驗的本廣克行擔任總導演，並由Production I.G.的老手動畫師鹽谷直義監督製作方向
真人電視劇《大搜查線》知名導演本廣克行一直嚮往動畫製作，因此他從很久以前就很想親手製作之，於是在忙碌的工作中，仍細密地構想動畫作品企劃，但與此同時，需要一位有能力的劇作家才能成事。此時，本廣克行等人被虛淵玄的《魔法少女小圓》所震驚。本廣克行在觀賞過後便成為這部作品的粉絲，及後亦看了虛淵玄的其他作品，這使得他決定要找虛淵談一下。2011年初，本廣克行向虛淵玄提議一起製作這部動畫。在製作的早期階段，本廣克行对鹽谷直義表示，不要寫一些在改編成真人電影時還原不了的情節。
本作品基本的概念是「近未来SF」、「警察故事」、「群像劇」三方面的集合。在「近未来SF」方面，當初的企畫是以「像機動警察般」的機器人的核心職員為其嗜好，種類是SF，時代設定是以SF的經典的近未來為主。但是，IG公司的SF動畫代表作是《攻殼機動隊》，而它擁有差別化的圖形的意義，像《攻殼》般的生化人、電腦的電腦叛客的設定意圖卻不被採用，SF的要素是「人們的精神被數值化，然後其價值觀被統治」並以這做為世界觀，其作品的關鍵道具就是特殊槍「主宰者」。在「警察故事」與「群像劇」方面，本廣克行與工作人員多次討論的過程後，確定要主要角色們活躍的舞台是本廣克行所擅長的《大搜查線》、《SP》的“警察的組織”，並決定以描寫其所屬的刑警（從事其職業的人）們的「群像劇」的方向為主。本廣克行的「警察故事」在以往都是「不雅的警察電視劇」來強調以跳脫流行的方面為多，本作品的發展也是那個為定向的「往年不雅的警察電視劇」路線為基礎，彷彿就像《銀翼殺手》那樣「在黑暗的都市暗處發生犯罪，刑警們的特殊能力等無法仰賴一般的搜查方式」為佐料。與犯罪者戰鬥的SF不是以特殊能力戰鬥，而是以交換情報驅使「智慧比一比」的方式成為其中心。
在《PSYCHO-PASS》的製作開始前，鹽谷直義正忙於製作另一部電影《Blood-C: The Last Dark》。在他負責的部分完成後，他便隨即回到《PSYCHO-PASS》的製作上，聚焦於作品的「質」。在製作完製作組一致認定最具有挑戰性的第16集以後，他們便「失去了勁」。接下來的2集皆交由外判團隊完成，令動畫的品質出現下降。該2集的製作人對此表示，儘管他們已預料會出品質問題，但也只能全力做到最好。鹽谷直義曾為品質下降的問題道歉。在製作第19集時，原製作班子重新接手，之後到最後一集都是由他們擔當。第17集至第18集則在零售版本中重製。
2012年3月富士電視台在noitaminA發佈會上，公佈同年10月份將播出該劇。2013年3月，鹽谷直義表示若第一期得到廣泛好評，那麼便有機會會推出第二期。2013年7月6日，Production I.G的社长表示计划将制作第二期。9月6日，官方宣佈第二期以及剧场版制作启动。
在第二期的製作開始後，鹽谷直義便指出這一期的製作難度比上一期大增，主要是「該系列欠缺靈活性的問題」。在第二期中，冲方丁取代虛淵玄的位置，由他負責剧本统筹。冲方丁提議在新一期中加入新的設定。由於新一期及劇場版的腳本皆由冲方丁負責，故他同時需為新登場的角色構思他們的個性。儘管安排給製作組製作的時間很緊湊，但他還是有充足的時間跟上一期的班子一起討論應如何製作。鹽谷直義協助第二期的製作組去完成最後一集的製作，且成功令冲方丁感到滿意。他們把很多心血皆集中放在朱的刻畫上，因為上一期的槙也已遠走他國。此外他們也嘗試加入像以前的朱一樣的新監視官——霜月美佳，但她跟朱卻在設定上存有不同。
在第一期完結後，鹽谷直義便出現為《PSYCHO-PASS》製作一部劇場版的構想。虛淵玄和本廣克行表示劇場版會有日本以外的場景。鹽谷直義想找回第一期的製作班子去製作劇場版，再由恩田尚之及草森秀一分別擔當角色設計和美術指導。虛淵玄相信此一構想終將會以劇場版的形式實現，而不會製作成新一期電視動畫，但仍想保留原作的核心精神 。劇場版是為了「展示未來的反烏托邦社會如何在日本及希貝兒系統以外構建」而製作的。為了令故事更具有真實性，鹽谷直義決定用英語為故事中的外國人配音；而其他電影即使是外國人，一般也只用日語配音。關智一（慎也的配音員）及花澤香菜（朱的配音員）皆對劇場版中要用到英語配音感到驚訝。鹽谷直義希望在劇場版中帶出「把一個社會的形態推廣至其他國家時，只會帶來混亂，而不是和平」的訊息，在態度上更置疑這種意識形態。鹽谷直義選擇了東南亞的某個國家為故事背景，此一選擇的背後原因在於他認為「一個靠著自身的努力去進行發展的國家很符合故事本身」。
2018年3月，劇場版《PSYCHO-PASS心靈判官SS》在富士電視台上首次公佈。鹽谷直義再一次成為導演。第一部的腳本由小說家吉上亮負責，第二部則由深見真負責。鹽谷直義在第一部中選擇以宜野座伸元和霜月美佳這對組合為主角，因為他倆分別跟第一期的慎也和朱相似。此外他表示前者在先前的劇情中已受到征陸智己及狡嚙慎也兩人的影響，而出現了很大的性格變化，故這一組合能擦出不同的火花。配音員佐倉綾音相信，霜月美佳在經過第二期的洗練後，已有資格成為女主角。在第一部首映時，鹽谷直義評論三部曲將會「擴大您（觀眾）的視野。它們就是這種電影」。
2019年3月8日，官方宣佈制作第三期的消息，特別的是從第三期開始，以每集46分鐘的長度演出，是真正的群像劇概念為製作核心。在製作《PSYCHO-PASS心靈判官 3》時，鹽谷直義委託冲方丁、深見真、吉上亮去為作品構思新的角色。深見真及吉上亮負責擇寫腳本，冲方丁則擔當劇本統籌。深見真對於鹽谷直義和冲方丁的合作表示讚賞，因儘管採用了新的角色及新的故事，但《PSYCHO-PASS心靈判官》卻不失往日風味。他表示，冲方丁筆下的每一集都有著不同的探討議題，他們在擇寫作品的下半部分時亦感到棘手。兩位新主角——慎導灼和炯・米哈伊爾・伊格納多夫是以「一對好拍檔」的原點構思出來，但在設定上兩人存有很大的反差。冲方丁之後提出「心理專門」與「戰鬥專門」這一個技術反差，使得灼在設定上為前精神護理師，炯則為有相當豐富軍事經驗的前職業軍人。他們在灼的性格上下了較大功失，令他在領導著對話的同時，懂得關心別人，盡量讓他不會令人不快。冲方丁堅持想看深見真筆下的兩人，故拜託他去創作第一集的劇本。

### 設計
當聽完《櫻花莊的寵物女孩》的導演石塚敦子分享後，鹽谷直義便發現她的做法跟自己團隊的相反。他們會先設計好角色，然後再考慮設定。但鹽谷直義自身的團隊會先考慮設定，再進行角色設計，這樣做的原因在於角色們「幾乎都身不由己，全部被自身身處的世界所玩弄」。角色原案由少年漫畫《家庭教師HITMAN REBORN!》的作者天野明擔任，他是本作品的播放時段“noitaminA”的總製作人山本幸治直接推薦。天野明為了平衡上述「身不由己」的暗黑風格，而故意把角色設計成「符合觀眾趣味，跟他們貼切」。製作組在製作時會避免使用鮮色，以降低搶鏡機會。朱在設計上是跟觀眾最為貼切的，她代表了一眾會批評《PSYCHO-PASS心靈判官》的設定的觀眾，以及跟狡嚙慎也和槙島聖護兩者衝突的個人理念。製作人員構思這個角色的目的還在於刻畫她如何從一位一無所知的新人鋭變成一位成熟的老手。
本廣克行容許製作組加入非常血腥露骨的場景，即使這會使女性觀眾減少。他表示對於年輕人而言，此一作品可能過份暴力。並指他絕不會想自身的兒子觀賞之，以保障他的心理健全。他補充到製作組不會想讓此一作品充滿暴力，但只想製作「一部帶一點暴力場面的藝術作品」。至於暴力場面的量，鹽谷直義曾跟虛淵玄表示「就讓我們決定吧」 。一些暴力場面發生在镜头之外，但只要有主角參與，製作組便會刻意讓它們為觀眾留下深刻印象。製作組曾兩度需重製某些場景，因為電視台認為他們「做得太过火」。
本廣克行認為此一作品應配合動畫界的大趨勢。製作人員在會面時便一致同意不要為系列加入萌要素，因他們想像《機動戰士GUNDAM》及《機動警察》般，聚焦於主要角色之間的衝突。由於「反萌糸」的設定，所以他們在製作時不會描畫朱的脫衣場景，反之卻會交代男主角慎也的脫衣場景。此外作品也吸引了女性受眾的關注，因為男性角色之間的衝突會引起少年愛粉絲的注意。儘管鹽谷直義想在作品中避免男性角色之間的浪漫戀愛情節，但他認為男角間的打鬥會在無意中吸引女性粉絲 。製作組的焦點一直是「友情多於愛情」。

### 靈感來源
此一作品受到多部西方電影的影響，當中又以《鐵面特警隊》最為著名。導演鹽谷直義表示作品的靈感來源還包括《少数派报告》、《千鈞一髮》、《妙想天开》、《银翼杀手》；他認為《银翼杀手》跟《PSYCHO-PASS》十分相似。在製作開始前，虛淵玄便堅持作品一定要用到菲利普·狄克式的反烏托邦敘事。在心理探究上，鹽谷直義參考了在童年時期觀賞的《鲁邦三世》，以為作品加入「當代年輕一輩的創傷」的元素。製作組從他們喜歡的幾部戲劇中獲得靈感，用作刻畫主角之間的衝突。部分配音員會在演出時以自己的想法為角色額外加添特質，使得他們成為故事的共同創作者。第三期加入了兩位新編劇——深見真和吉上亮，他們會從前輩冲方丁的小說中獲取靈感，比如《壳中少女》及SPIEGEL系列。

### 音樂
製作組在一開始製作片頭曲時並不順利，直到有人把凜冽時雨的一些歌曲帶給他們聽。於是他們決定由凜冽時雨負責片頭曲。片尾曲則交由在《罪惡王冠》中首次亮相的EGOIST負責。鹽谷直義表示，他們委託了EGOIST去為片尾曲錄製三個不同的版本，令他們可依據一集的結尾來選擇播出的片尾曲版本。製作組會因某些集數的時間有限，而選擇不把片尾曲播出，或只播出樂器版的片尾曲，從而令正片部分不用剪去。不過這也使得製作商跟鹽谷直義及本廣克行兩人出現過一些爭論。菅野祐悟在第一期完結後，親自為作品的背景音樂進行混音，製作組在聽過後表示讚賞。
《PSYCHO-PASS》Blu-ray&DVD版的第二卷及第五卷分別各附送了一片音樂CD。2013年5月29日，Sony發行了這部作品的原聲帶。它包含了55道原声音乐。第二期的原聲帶於2015年3月18日發行。廣播劇CD《沒有名字的怪物》 以上下兩卷的形式分別在2013年9月25日及11月27日推出市面，它是依據《PSYCHO-PASS》的前傳小說改編而成的。

#### 主題曲
第1期
片頭曲
「abnormalize」（第1－11話，「新編集版」第1－6話）
作詞、作曲、編曲：TK，歌：凜冽時雨
「Out of Control」（第12－22話，「新編集版」第7－11話）
作詞、作曲、編曲、歌：Nothing's Carved In Stone
片尾曲
「沒有名字的怪物」（第1－11話，「新編集版」第1－5話）
作詞、作曲、編曲：ryo，歌：EGOIST
「All Alone With You」（第12－22話，「新編集版」第6－11話）
作詞、作曲、編曲：ryo，歌：EGOIST
劇中曲「Trigger Finger!!!」（第12話，「新編集版」第6話）
作詞：Shoko，作曲、編曲：菅野祐悟，歌：瀧崎莉娜（渡邊明乃）
第2期
片頭曲「Enigmatic Feeling」
作詞、作曲、編曲：TK，歌：凜冽時雨
片尾曲「Fallen」
作詞、作曲、編曲：ryo，歌：EGOIST
第3期
片頭曲「Q-Vism」
作詞、作曲、編曲：Who-ya Extended
片尾曲「bullet」
作詞、作曲: 中村未来, 編曲：Cö shu Nie
劇中曲「FIRE BURNING WOMAN」（第2話、第5話）
作詞：etsuco，作曲：KAY、etsuco，編曲：KAY

## 主題
一些評論家表示《PSYCHO-PASS》探討了一些心理或社會上的議題，比如不用擔心犯罪、不用忍受壓力的社會。而希貝兒系統則視「行動會成為社會壓力源」的某人為潛在犯。於是這便帶出了一道哲學問題：「人應否為自己沒犯過，但能夠預測將會犯下的罪行負責？」。其中一個例子就是在第一集中，一個女人受到綁架，她的犯罪指數因此而上升。在希貝兒的判斷之下，任何持有主宰者的監視官或執行官皆可射殺她，但朱卻選擇先不要射殺之，然後透過對話令她的犯罪指數降至300以下，救回她一命。這挑戰了犯罪的可能性與實際犯罪有關的觀念。動畫新聞網表示：「我們全都有能力去干坏事——我們應否在思考如何傷人但還沒動手的時候就被懲罰，或只因我們成了某宗事件的受害者而需要懲罰？這類型的疑問在觀看朱如何應對該名女性時便浮現在腦海」。
《PSYCHO-PASS》亦探討了「個人是否需為社會讓路？」的問題。它質問了聽眾「若誤殺一個潛在犯的潛在社會性成本少於不殺之，那麼在道德上殺了他是否正確？」換句話說，希貝兒系統是依據「機會成本」及「可接受風險」的原則運作。依賴希貝兒系統的社會基本不用擔心犯罪，但民眾卻要擔心系統如何下達裁決及衍生的後果。編劇虛淵玄表示，該電視動畫系列的其中一個中心主題是「恐懼」，所以不能被裁決的聖護才有自己生錯了地方的感受——他在一個這樣的社會會被視為異類。
《PSYCHO-PASS》還探討了「情緒壓抑」這一議題。希貝兒系統對潛在犯的認定有一部分是根據社會所認為的負面情緒而下的，比如絕望、憤怒。Kotaku寫道：「《PSYCHO-PASS》展示了一個頗為有趣的社會，當中對「精神美」的追求不亞於身體美。此外在《PSYCHO-PASS》的未來社會，警察的職責只餘下看管潛在犯去偵查案件，因為他們若進行了偵查工作，那麼就有可能需像罪犯般思考，令他們淪為潛在犯」。

## 媒體

### 動畫
在2012年10月12日至2013年3月22日期間，《PSYCHO-PASS》第一期於富士電視台的節目區塊NoitaminA中播映。東寶在2012年12月21日開始推出DVD及藍光版。2013年7月26日推出最後一卷。官方授權Funimation為北美地區同步播映《PSYCHO-PASS》，及把作品在網絡上播出。在每次公開日語版的一週後，它皆會再公開上週該一集的英語版。2014年3月發行家庭視頻版。英國的漫畫娛樂公司、澳洲的麥德曼娛樂公司、臺灣的巴哈姆特動畫瘋，以及中國大陸的樂視網皆分別獲得官方的動畫授權，容許上述渠道播出第一季。
《PSYCHO-PASS心靈判官 2》在2014年10月開始播放；劇場版則於次年1月上映。2014年7月，亦即第二期上映之前，電視台播出第一期的新編集版，其把第一期的內容整合成11集1小時的動畫。不過官方因第四集的內容跟現實一宗殺人案類似，而決定不播出之。鹽谷直義為此在推特上道歉。不過該集依舊能透過Funimation串流播放。2014年10月15日，官方宣佈將會發行新編集版的藍光套裝。內容包括原版及新編集版兩者。
2014年10月10日，第二期在節目區塊NoitaminA中正式播映，同年12月19日結束。2014年12月17日開始發售DVD及藍光版第一卷，最後一卷則在2015年4月15日開售。
2019年10月24日，第三期在節目區塊NoitaminA中正式播映，同年12月12日結束，同時在10月17日播出一套特備節目。網上方面，亞馬遜亦透過自身的服務播出第三期。在該季，鹽谷直義同樣擔任導演，天野明負責角色設計， 製作公司則為Production I.G.。它總共有8集，每集45分鐘。
2015年6月12日，中華人民共和國文化部因《PSYCHO-PASS》「含有诱导未成年人违法犯罪和渲染暴力、色情、恐怖活动，危害社会公德内容」，而把它連同另外37部動畫一起下架。

### 電影
2013年9月，noitaminA的官網表示，他們正在製作全新一期《心理测量者》及一部剧场版，後者即為《PSYCHO-PASS心靈判官劇場版》。電影被日本定位為十五歲以上才可觀賞，因為它含有殺人及傷害人體的場景。2014年9月，官方公佈電影將於2015年1月9日上映，由虛淵玄及深見真共同負責腳本。2013年9月5日，官方上傳了一段30秒的預告片至Niconico動畫，當中亮相角色包括朱、慎也、宜野座伸元。同月一段2分鐘的預告片公開，其包含了部分來自TV版的畫面。2016年2月，Funimation公開了一段英語配音版的預覽，並表示電影會在美國及加拿大過100家戲院上映。片頭曲同由凜冽時雨負責。
2018年3月，官方透過現場直播宣佈正在製作三部剧场版，統稱為《PSYCHO-PASS心靈判官SS》。首部剧场版的標題為《Case.1 罪與罰》，於2019年1月25日上映。第二部為《Case.2 First Guardian》，於2019年2月15日上映。第三部為《Case.3 恩仇的彼方》，於2019年3月8日上映。它們由鹽谷直義負責執導，並由菅野祐悟負責編曲。第一部的腳本由小說家吉上亮負責，第二部及第三部則由深見真負責。它們由Production I.G負責製作，最後發行由東寶負責。
朱在《GODZILLA 決戰機動増殖都市》中擔任客串角色。
第三期最後一集播出後，官方宣布將在2020年春季上映剧场版《PSYCHO-PASS心靈判官3 FIRST INSPECTOR》，它會沿用第三期的製作班子。2020年3月27日，《PSYCHO-PASS心靈判官3 FIRST INSPECTOR》正式上映。
2022年8月14日，官方宣佈為紀念《PSYCHO-PASS》誕生10週年，將推出剧场版《心理测量者剧场版：天意》。它由鹽谷直義執導，Production I.G.製作。2023年5月12日《心理测量者剧场版：天意》正式上映。

## 各話列表
| 話數  | 日本副標題                    | 中文副標題            | 腳本                  | 分鏡                                         | 演出                                | 作畫監督 | 總作畫監督      |
| 第1期 | 第1期                         | 第1期                 | 第1期                 | 第1期                                        | 第1期                               | 第1期 | 第1期           |
| ----- | ----------------------------- | --------------------- | --------------------- | -------------------------------------------- | ----------------------------------- | --- | --------------- |
| #01   |                               | 犯罪指數              | 虛淵玄 深見真         | 鹽谷直義                                     | 楠美直子                            | 八尋裕子、荒木彌緒 源氏糖蜜 | 淺野恭司        |
| #02   |                               | 人盡其才              | 虛淵玄 深見真         | 濱名孝行                                     | 濱名孝行                            | 中村深雪、植田實 安食圭 | 淺野恭司        |
| #03   |                               | 飼育的規矩            | 虛淵玄 深見真         | 矢萩利幸                                     | 河野利幸                            | 古川良太 | 淺野恭司        |
| #04   |                               | 你無人知曉的假面具    | 虛淵玄 深見真         | 川崎逸朗                                     | 川崎逸朗                            | 村田峻治、長谷川和世 （原畫作監） | 淺野恭司        |
| #05   |                               | 你無人知曉的面孔      | 虛淵玄 深見真         | 增井壯一                                     | 鈴木薰                              | 細越裕治、中村深雪 新妻大輔、西村元秀 田邊博 | 淺野恭司 naO    |
| #06   |                               | 狂王子的歸來          | 虛淵玄 深見真         | 金崎貴臣                                     | 江島泰男                            | 清水空翔、小林利充 橫田晉一（版面設計） | 堀內修 naO      |
| #07   |                               | 紫蘭的花語            | 虛淵玄 深見真         | 二瓶勇一                                     | 西本由紀夫                          | 長田繪里、橫田晉一（版面設計） | naO             |
| #08   |                               | 剩下的 只有沉默       | 虛淵玄 深見真         | 濱名孝行                                     | 濱名孝行                            | 宮前真一、植田實 橫田晉一（版面設計） | naO             |
| #09   |                               | 樂園的果實            | 虛淵玄 深見真         | 佐野隆史                                     | 石黑恭平                            | 橫松雄馬、酒井孝裕 横田晉一（版面設計） | naO             |
| #10   |                               | 瑪土撒拉的遊戲        | 虛淵玄 深見真         | 酒井和男                                     | 酒井和男                            | 中村深雪、西村元秀 容洪、橫田晉一（版面設計） 鈴木明日香（原畫作監） | naO             |
| #11   |                               | 聖人的晚餐            | 虛淵玄 深見真         | 增井壯一                                     | 遠藤廣隆                            | 古川良太、細越裕治 橫田晉一（版面設計） 沼田久美子（原畫） 常木志伸（義體） | 千葉崇洋        |
| #12   |                               | 魔鬼的十字路口        | 高羽彩                | 川崎逸朗                                     | 川崎逸朗                            | 容洪、横田晉一（版面設計） 長谷川和世（原畫） | 恩田尚之        |
| #13   |                               | 來自深淵的邀請        | 虛淵玄 深見真         | 澤井幸次                                     | 江島泰男                            | 細越裕治、鈴木俊二 臼田美夫、横田晉一（版面設計） | 千葉崇洋        |
| #14   |                               | 甜美的毒藥            | 虛淵玄 深見真         | 增井壯一                                     | 吉澤俊一                            | 植田實、二宮壯史 飯飼一幸、松川哲也 容洪、橫田晉一（版面設計） | 恩田尚之        |
| #15   |                               | 硫磺飄落的城市        | 虛淵玄 深見真         | 濱名孝行                                     | 左藤洋二                            | 中村深雪、西村元秀 容洪、橫田晉一（版面設計） | 千葉崇洋        |
| #16   |                               | 審判之門              | 虛淵玄 深見真         | 矢萩利幸                                     | 平田豐                              | 古川良太、細越裕治 矢萩利幸、容洪 堀元宣、橫田晉一（版面設計） | 恩田尚之        |
| #17   |                               | 鐵石肚腸              | 虛淵玄 深見真         | 酒井和男                                     | 野亦則行                            | 齋藤雅和、小川浩司 加藤洋人、橫田晉一（版面設計） | 千葉崇洋        |
| #18   |                               | 寫在水上的承諾        | 虛淵玄 深見真         | 增井壯一                                     | 永居慎平                            | 飯泉俊臣、橫田晉一（版面設計） | 恩田尚之        |
| #19   |                               | 透明的影子            | 虛淵玄 深見真         | 佐野隆史                                     | 江島泰男                            | 鈴木俊二、細越裕治 容洪、西村元秀 角田桂一、橫田晉一（版面設計） | 千葉崇洋        |
| #20   |                               | 正義在何處            | 虛淵玄 深見真         | 矢荻利幸                                     | 川崎逸朗                            | 植田實、二宮壯史 安食圭、飯飼一幸 横田晉一（版面設計） | 恩田尚之        |
| #21   |                               | 血的獎勵              | 虛淵玄 深見真         | 增井壯一                                     | 左藤洋二                            | 中村深雪、堀元宣 容洪、西村元秀 角田桂一、横田晉一（版面設計） | 千葉崇洋        |
| #22   |                               | 完美的世界            | 虛淵玄 深見真         | 鹽谷直義                                     | 川崎逸朗 鹽谷直義                   | 古川良太、細越裕治 矢萩利幸、安食圭 二宮壯史、千葉崇洋 横田晉一（版面設計） | 恩田尚之        |
| 第2期 |                               |                       |                       |                                              |                                     | |                 |
| #01   |                               | 正義的天秤〈299/300〉 | 熊谷純 冲方丁（協力） | 鈴木清崇                                     | 佐藤祐造                            | 普津澤時衛門 | 淺野恭司 高田晃 |
| #02   |                               | 悄悄逼近的虛實        | 熊谷純 冲方丁（協力） | 高橋知也                                     | 高橋知也                            | 中森晃太郎 | 高田晃 淺野恭司 |
| #03   |                               | 惡魔的證明            | 熊谷純 冲方丁（協力） | 鈴木薰                                       | 鈴木薰                              | 永治健太、垣野內成美 | 淺野恭司        |
| #04   |                               | 約伯的救濟            | 熊谷純 冲方丁（協力） | 寺東克己                                     | 高藤聰                              | 普津澤時衛門、西川亮 今岡律之、中武學 | 高田晃          |
| #05   |                               | 不被禁止的遊戲        | 熊谷純 冲方丁（協力） | 黑瀨里美                                     | 小嶋慶祐 佐藤祐造 鈴木清崇 鹽谷直義 | 川野達朗、中武學 工原繁樹、普津澤時衛門 | 淺野恭司        |
| #06   |                               | 丟石頭的人們          | 熊谷純 冲方丁（協力） | 寺岡嚴                                       | 佐藤祐造                            | 工原繁樹、西川亮 渡邊奈月 | 高田晃          |
| #07   |                               | 找不到的孩子們        | 熊谷純 冲方丁（協力） | 佐山聖子                                     | 重原克也                            | 中森晃太郎、大和田彩乃 | 淺野恭司        |
| #08   |                               | 巫女的懷孕<AA>        | 熊谷純 冲方丁（協力） | 寺東克己                                     | 松山正彥                            | 藤井俊郎、佐藤陽子 德田賢朗 | 高田晃          |
| #09   |                               | 全能者的悖論          | 熊谷純 冲方丁（協力） | 小林寬                                       | 小嶋慶祐 糸賀慎太郎                 | 中武學、川野達朗 吉川真帆、中森晃太郎 大和田綾乃、小嶋慶祐 | 淺野恭司        |
| #10   |                               | 靈魂的基準            | 熊谷純 冲方丁（協力） | 伊藤良太                                     | 伊藤良太                            | 普津澤時衛門、今岡律之 西川亮 大和田綾乃、小嶋慶祐 | 高田晃          |
| #11   |                               | 什麼顏色？            | 熊谷純 冲方丁（協力） | 鹽谷直義 佐山聖子                            | 佐藤祐造 重原克也 松山正彥          | 德田賢朗、川野達朗 中武學、中森晃太郎 大和田綾乃、吉川真帆 普津澤時衛門 | 淺野恭司        |
| 第3期 |                               |                       |                       |                                              |                                     | |                 |
| #01   |                               | 獵犬萊拉普斯的傳喚    | 深見真 冲方丁         | 荒川直樹 鹽谷直義                            | 森大貴 神谷友美                     | 中村悟、市川美帆、新野量太 | 恩田尚之        |
| #02   |                               | 透墨索斯恶狐的活貢品  | 深見真 冲方丁         | 增井壯一 河野利幸 青木康浩 遠藤廣隆 鹽谷直義 | 遠藤廣隆 黑川智之                   | 中村深雪、古川良太、竹內知海 角田桂一 | 恩田尚之        |
| #03   |                               | 海格力斯與塞壬        | 深見真 冲方丁         | 河野利幸 遠藤廣隆 森大貴 鹽谷直義            | 下司泰弘 安藤貴史                   | 幸田直子、長谷川和世、阿部恆 新野量太 | 恩田尚之        |
| #04   |                               | 圓形競技場的政治鬥爭  | 深見真 冲方丁         | 荒川直樹 遠藤廣隆 德土大介 鹽谷直義          | 河野利幸 黑田幸生                   | 市川美帆、新野量太、竹內知海 中村深雪、古川良太、中村悟 阿部恆、角田桂一 | 恩田尚之        |
| #05   |                               | 阿加曼農的燔祭        | 吉上亮 深見真 冲方丁  | 荒川直樹 黑川智之 森大貴 鹽谷直義            | 遠藤廣隆 黑川智之                   | 中村悟、市川美帆、新野量太 阿部恆、古川良太、竹內知海 角田桂一、佐佐木洋也、柳瀨讓二 邵伊怡、幸田直子、長谷川和世 小谷杏子、恩田尚之                                             | 不適用          |
| #06   |                               | 凱撒的金幣            | 吉上亮 深見真 冲方丁  | 神谷友美 鹽谷直義                            | 神谷友美 糸賀慎太郎                 | 中村悟、中村深雪、阿部恆 竹內知海、新野良太、角田桂一 市川美帆、恩田尚之 | 不適用          |
| #07   | Don't take God's name in vain | 勿濫用上帝之名        | 吉上亮 深見真 冲方丁  | 河野利幸 荒川直樹 鹽谷直義                   | 曾根利幸 石井章詠                   | 中村深雪、伊藤秀樹、幸田直子 長谷川和世、小谷杏子、竹內知海 市川美帆、篠原健二、中原久文 阿部恆、新野量太、角田桂一 前田法華、中村悟、安慶名結 塚本智也、嵩本樹、下島誠 恩田尚之 | 不適用          |
| #08   | Cubism                        | 立體主義              | 深見真 冲方丁         | 遠藤廣隆 增井壯一 河野利幸 鹽谷直義          | 相浦和也 片岡史旭 平向智子          | 中村悟、中村深雪、角田桂一 古川良太、諸貫哲朗、竹內知海 市川美帆、幸田直子、長谷川和世 小谷杏子、新野量太、前田法華 伊藤秀樹、松竹德幸、李成載 中原久文、恩田尚之                | 不適用          |

## 衍生作品

### 漫畫
《監視官 常守朱》（監視官 常守朱）這部改編漫畫於集英社的《Jump Square》2012年12月號開始至2013年6月號結束連載，由三好輝負責作畫，並於2013年2月4日推出首本單行本。截至2013年11月，作者已推出了3本單行本，並取得日本國內買出過380,000本的成績。在2014年12月，漫畫單行本的銷量已突破百萬。單行本全6卷。
| 集數 | 集英社        | 集英社                 | 東立出版社     | 東立出版社             |
| 集數 | 發售日期      | ISBN                   | 發售日期       | ISBN                   |
| ---- | ------------- | ---------------------- | -------------- | ---------------------- |
| 1    | 2013年2月4日  | ISBN 978-4-08-870623-8 | 2017年12月4日  | ISBN 978-986-486-755-4 |
| 2    | 2013年6月4日  | ISBN 978-4-08-870765-5 | 2018年12月13日 | ISBN 978-986-486-756-1 |
| 3    | 2013年11月1日 | ISBN 978-4-08-870826-3 | 2019年4月12日  | ISBN 978-986-486-757-8 |
| 4    | 2014年4月4日  | ISBN 978-4-08-880118-6 | 2019年9月5日   | ISBN 978-986-486-758-5 |
| 5    | 2014年8月4日  | ISBN 978-4-08-880162-9 |                |                        |
| 6    | 2015年1月5日  | ISBN 978-4-08-880284-8 |                |                        |

《PSYCHO-PASS心靈判官 監視官 狡嚙慎也》（PSYCHO-PASS サイコパス 監視官 狡噛慎也）於Mag Garden的《月刊Comic BLADE》2014年8月號開始至2017年12月號結束連載。作畫由齋夏生負責，並由後藤みどり負責撰寫腳本。北美方面，自2016年11月9日起，黑马漫画便開始出版這部漫畫。單行本全6卷。
| 集數 | Mag Garden     | Mag Garden                                              | 東立出版社     | 東立出版社             |
| 集數 | 發售日期       | ISBN                                                    | 發售日期       | ISBN                   |
| ---- | -------------- | ------------------------------------------------------- | -------------- | ---------------------- |
| 1    | 2014年10月10日 | ISBN 978-4-8000-0367-6 ISBN 978-4-8000-0368-3（限定版） | 2016年6月29日  | ISBN 978-986-10-9800-5 |
| 2    | 2015年4月10日  | ISBN 978-4-8000-0436-9 ISBN 978-4-8000-0425-3（限定版） | 2016年11月10日 | ISBN 978-986-10-9801-2 |
| 3    | 2015年12月10日 | ISBN 978-4-8000-0522-9                                  | 2018年12月17日 | ISBN 978-986-10-9890-6 |
| 4    | 2016年8月10日  | ISBN 978-4-8000-0601-1                                  | 2019年3月8日   | ISBN 978-986-486-833-9 |
| 5    | 2017年7月10日  | ISBN 978-4-8000-0700-1                                  | 2019年8月19日  | ISBN 978-986-486-834-6 |
| 6    | 2018年1月10日  | ISBN 978-4-8000-0740-7                                  |                |                        |

《PSYCHO-PASS心靈判官第2部》（PSYCHO-PASS サイコパス 2）於Mag Garden的《月刊Comic Garden》和網路漫畫網站《月刊MAGCOMI》上連載，為第二期電視動畫漫畫化的作品。作畫由負責。單行本全5卷。
| 集數 | Mag Garden     | Mag Garden             | 東立出版社     | 東立出版社             |
| 集數 | 發售日期       | ISBN                   | 發售日期       | ISBN                   |
| ---- | -------------- | ---------------------- | -------------- | ---------------------- |
| 1    | 2015年4月10日  | ISBN 978-4-8000-0434-5 | 2020年9月24日  | ISBN 978-957-26-5258-9 |
| 2    | 2015年11月10日 | ISBN 978-4-8000-0512-0 | 2021年10月21日 | ISBN 978-957-26-5259-6 |
| 3    | 2016年5月10日  | ISBN 978-4-8000-0573-1 |                |                        |
| 4    | 2016年11月10日 | ISBN 978-4-8000-0631-8 |                |                        |
| 5    | 2017年6月9日   | ISBN 978-4-8000-0695-0 |                |                        |

PSYCHO-PASS サイコパス Sinners of the System Case.1 罪と罰
斎夏生（漫画）、サイコパス製作委員会（原作）。
| 卷數 | Mag Garden    | Mag Garden             | 東立出版社    | 東立出版社             |
| 卷數 | 發售日期      | ISBN                   | 發售日期      | ISBN                   |
| ---- | ------------- | ---------------------- | ------------- | ---------------------- |
| 全   | 2019年1月25日 | ISBN 978-4-8000-0825-1 | 2020年11月9日 | ISBN 978-957-26-5122-3 |

PSYCHO-PASS サイコパス Sinners of the System Case.2 First Guardian
斎夏生（漫画）、サイコパス製作委員会（原作）。
| 卷數 | Mag Garden    | Mag Garden             |
| 卷數 | 發售日期      | ISBN                   |
| ---- | ------------- | ---------------------- |
| 全   | 2019年8月10日 | ISBN 978-4-8000-0881-7 |

PSYCHO-PASS サイコパス Sinners of the System Case.3 恩讐の彼方に＿＿
斎夏生（漫画）、サイコパス製作委員会（原作）。
| 卷數 | Mag Garden    | Mag Garden             |
| 卷數 | 發售日期      | ISBN                   |
| ---- | ------------- | ---------------------- |
| 全   | 2020年4月10日 | ISBN 978-4-8000-0956-2 |

### 小說
《PSYCHO-PASS》的小說版分為上下兩卷，分別於2013年2月4日及4月4日推出。分別改編自電視動畫第1季第1話到第11話（上卷）和第12話到最終話（下卷）的小說作品。文庫版由角川書店發行。由深見真負責撰寫，並由Mag Garden刊行。鹽谷直義表示小說版比動畫版更具有暴力成份。
| 集數 | Mag Garden   | Mag Garden             | 角川文庫      | 角川文庫               | 台灣角川      | 台灣角川               |
| 集數 | 發售日期     | ISBN                   | 發售日期      | ISBN                   | 發售日期      | ISBN                   |
| ---- | ------------ | ---------------------- | ------------- | ---------------------- | ------------- | ---------------------- |
| 上   | 2013年2月4日 | ISBN 978-4-8000-0102-3 | 2014年8月23日 | ISBN 978-4-0410-2035-7 | 2016年3月24日 | ISBN 978-986-366-971-5 |
| 下   | 2013年4月4日 | ISBN 978-4-8000-0141-2 | 2014年8月23日 | ISBN 978-4-0410-2036-4 | 2016年4月25日 | ISBN 978-986-473-068-1 |

前傳小說《PSYCHO-PASS心靈判官/ZERO 沒有名字的怪物》（PSYCHO-PASS サイコパス/ゼロ 名前のない怪物）由有參與動畫版製作的高羽彩負責撰寫。插畫由Production I.G和Nitroplus負責。它在推出以前曾刊在Noitamina的官網上。其於2013年4月4日正式發行。
| 集數 | Mag Garden   | Mag Garden             | 角川文庫      | 角川文庫               | 台灣角川      | 台灣角川               |
| 集數 | 發售日期     | ISBN                   | 發售日期      | ISBN                   | 發售日期      | ISBN                   |
| ---- | ------------ | ---------------------- | ------------- | ---------------------- | ------------- | ---------------------- |
| 全   | 2013年4月4日 | ISBN 978-4-8000-0142-9 | 2014年9月25日 | ISBN 978-4-0410-2037-1 | 2016年6月27日 | ISBN 978-986-473-161-9 |

《PSYCHO-PASS ASYLUM》於2014年8月號到12月號的S-F雜誌上進行短期集中連載，作者為吉上亮。早川書房在連載過後發行了它的單行本。此外也有由縢秀星、狡噛慎也、唐之杜志恩、崔九聖其中一位飾演主角的小說。 
| 集數 | 早川書房       | 早川書房               |
| 集數 | 發售日期       | ISBN                   |
| ---- | -------------- | ---------------------- |
| 1    | 2014年9月10日  | ISBN 978-4-15-031167-4 |
| 2    | 2014年11月22日 | ISBN 978-4-15-031173-5 |

早川書房於2015年3月推出《PSYCHO-PASS GENESIS》，其聚焦講述希貝兒系統的起源，及征陸智己如何牽涉進去。
| 集數 | 早川書房      | 早川書房               | 力潮文创 | 力潮文创               |
| 集數 | 發售日期      | ISBN                   | 發售日期 | ISBN                   |
| ---- | ------------- | ---------------------- | -------- | ---------------------- |
| 1    | 2015年3月6日  | ISBN 978-4-15-031178-0 |          | ISBN 978-7-5125-1746-2 |
| 2    | 2015年6月24日 | ISBN 978-4-15-031195-7 |          | ISBN 978-7-5594-9766-6 |
| 3    | 2016年2月24日 | ISBN 978-4-15-031220-6 |          | ISBN 978-7-5594-9767-3 |
| 4    | 2017年1月31日 | ISBN 978-4-15-031258-9 |          | ISBN 978-7-5594-9768-0 |

### 遊戲
動畫的藍光光碟會附送一款冒險遊戲《小小心理测量者》，內裡的角色為動畫角色的Q版。它能通過藍光播放器遊玩。
2014年5月，官方宣佈將於2015年12月推出一款遊戲——《PSYCHO-PASS心靈判官：無法抉擇的幸福》，它由5pb.製作，對應平台為Xbox One、PlayStation 4與PlayStation Vita。這款遊戯以虛淵玄所寫的全新故事為主軸。它的時間點為首季動畫的第6集之後，並由動畫以外的角色去在一個小島上對付未知的敵人。NIS America已為這款遊戯推出英文版，對應平台為PS4、PS Vita、Steam（PC）。它於2016年9月13日開始向北美銷售，3日後擴至歐洲。
Pretia Technologies已於2020年製作一部《PSYCHO-PASS》的AR遊戲。

## 迴響

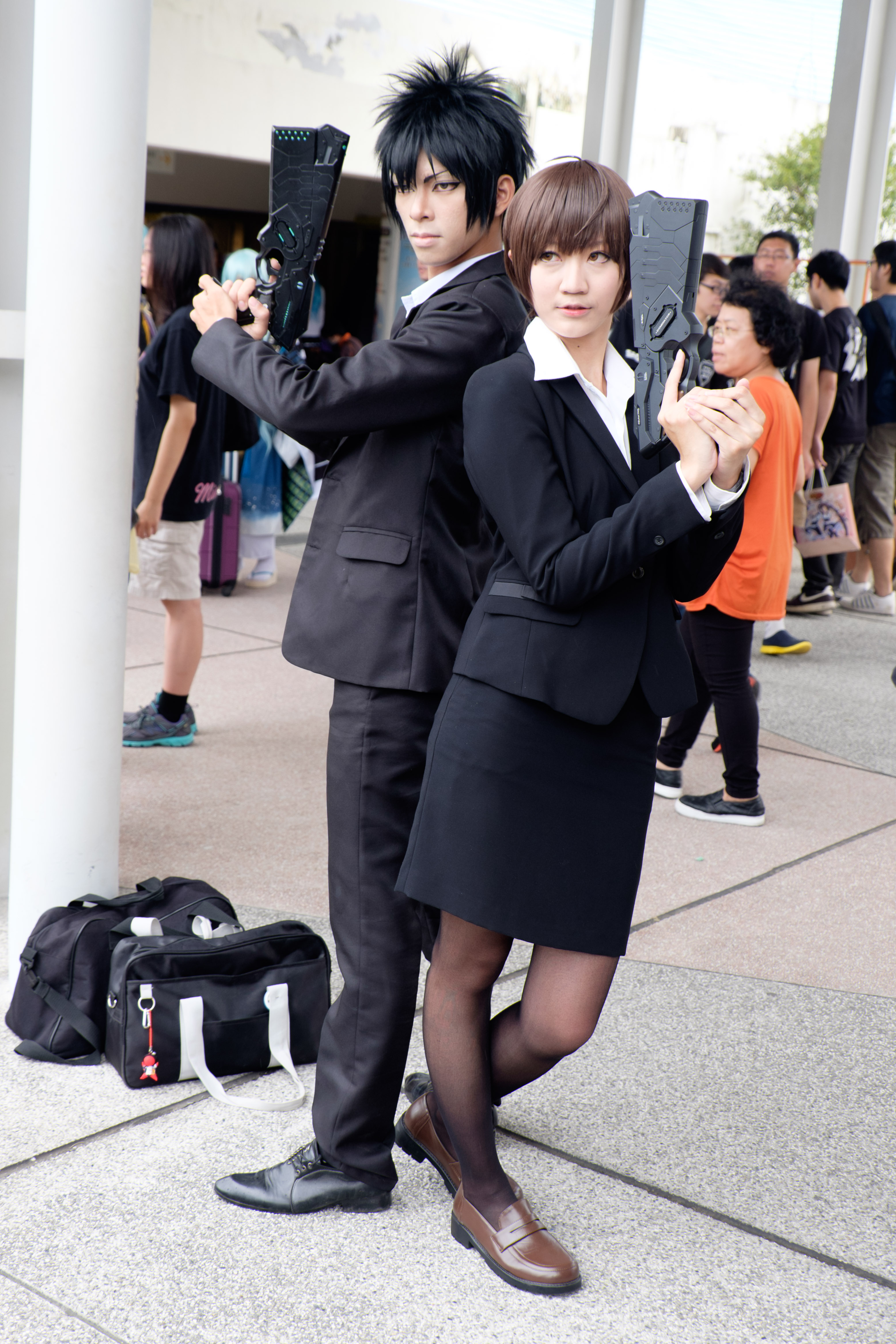
在2015年開拓動漫祭飾演狡嚙慎也和常守朱的Cosplayer

富士電視台的製作人森彬俊表示，《PSYCHO-PASS》是首部由他負責的作品。一開始Noitamina的商店及咖啡室在播放這部作品時，只有寥寥可數的觀客會留意到它，這令森彬俊十分在意。但隨著劇情發展，觀客的數量亦漸漸增多。在最後一集播出時，過千人為了觀看之而在場地外排隊，但店內最多只可容納70人。森彬俊於是意識到這部作品有眾多粉絲關注及支持，令他高興不已；不過他還是想在下一部作品播映時為觀眾提供更大的場地。DVD及藍光版光碟的銷量不俗。2014年4月，它榮獲星雲獎提名。在2013年度的《Newtype》動畫大獎中，《PSYCHO-PASS》被票選為該年第四佳的動畫。在Noitamina十週年粉絲投票中，《PSYCHO-PASS》的第11集被票選為「最佳集數」。常守朱、槙島聖護、狡嚙慎也同樣在某些官方投票項目中名列榜首。在動畫新聞網的「最適合以前沒觀看過日系動畫者的作品」名單當中，《PSYCHO-PASS》名列第五名。Crunchyroll把這部作品放在「年代百大動畫」名單之中，名單製作者凱爾·卡丹表示「在虛淵玄的編排之下，這部動畫將對反烏托邦科幻作品產生長遠的影響」。 Anime UK News的Cold Cobra把這部作品放在他的「2010年代最佳動畫名單」之內，並稱《PSYCHO-PASS》為「科幻傑作」。IGN同樣把《PSYCHO-PASS》名列在「年代最佳動畫」之內，並稱它為「具有多重神秘感的心理驚悚片」，令「我們對整季保持關注」。2020年，《PSYCHO-PASS》在動畫新聞網的「最佳虛淵玄動畫榜」當中排行第四。
第一期獲得眾多評論者的讚揚。《每日星報》因《PSYCHO-PASS》所描繪的社會及兩名主角的表現，而稱它為「最具代表性的驚悚動畫」。動畫新聞網的麗貝卡·西爾弗曼讚揚該節目在描繪反烏托邦世界方面「全程投入」，但她同時表示當中的暴力場面可能會嚇怕部分觀眾。Kotaku的理查德·愛因斯比斯稱它為「引人注目的賽博朋克推理剧」，讚揚它對未來社會的描繪及槙島聖護如何策劃安排多宗犯罪。但仍批評當中社會所出現的科技跟其他科幻電影很像，儘管在處理手法上仍是《PSYCHO-PASS》更勝一籌，並批評作品沒有對聖護的免罪體質進行解釋。DVD Talk對聖護的個人特點及在作品中的作用存有高度評價。評論已把部分集數稱為「鋪陳」，因為它們是高潮部分的基礎。動畫新聞網的Bamboo Dong對第12集表示高度讚賞，並稱這部作品「值得人們一看」，她亦為朱的成長感到高興。但她稱希貝兒系統的「真相」為「動畫史上最為愚蠢的披露」。
《Fandom Post》的托馬斯·卓斯讚揚動畫對主角之間的關係描畫及其發展。朱的成長獲得眾多評論者的讚揚。卓斯認為動畫中慎也與聖護的格鬥場面，及對社會現狀的描繪令人很享受。他表示第16集為「虛淵玄筆下的傑作」。西爾弗曼表示由於朱跟慎也的不同，最終導致結尾為開放式結局。DVD Talk讚揚作品對配角的描繪，但對當中一些表示些許不滿意，並指唐之杜志恩是最少得到探索的角色。
在動畫播放期間，西爾弗曼批評動畫的某些場景作畫過於陰喑，令人難以理解當中發生了什麼事。《Japanator》的Yamamura Hiroko注意到動畫投入了不少預算，並讚揚動畫的風格及細節。她被動畫的設定所吸引，並認為動畫的作畫質素很平均。動畫新聞網的雅各布·查普曼同樣認為它的作畫質素很高。出現作畫崩壞的第18集已在家庭版中獲得修正。
評論者對第二期的評價褒貶參半。英國動畫新聞網的丹·羅德斯認為第二期雖充滿娛樂性，但是卻不像第一期那樣劇情充滿曲折及吸引。Kotaku的理查德·愛因斯比斯讚揚第二期補充了希貝兒系統的歷史。儘管他讚揚朱跟新任監視官霜月美佳之對比，但仍批評新一期的對立角色，及這一期變得過於血腥。動畫新聞網的尼克·克里默極力批評第二期，並把它評為F级。他認為冲方丁不夠資格把這一部作品寫得足夠吸引人。他表示「總括而言，《PSYCHO-PASS心靈判官 2》是我看過的作品中最令我失望的」。
第三期獲得了比第二期更好的評價，評論者的關注點主要落在新角色，以及探討移民、公司财务管理不善、基因操纵等现代话题的劇本上。TheCinemaHolic因灼和炯跟配角們的互動、兩位角色的背景設定，而特地讚揚之，並表示像仇外心理受害者般的元素加深了劇情深度。Sequential Planet的基拉（Kala）表示，在這個系列加入新的主角是充滿風險的舉動，因為前作的朱和慎也相當有人氣。不过她也表示灼和炯皆是討人喜愛的角色，特別是前者，因他能在一部黑暗風格的作品中總是保持開朗。由於第三季聚焦於灼和炯這對搭檔組合，故基拉認為他們倆為慎也和朱的繼承者。動畫新聞網讚揚灼的能力能為調查加添新元素及神秘感。虽然动漫新闻网對於第三期沒有完整交代前任主角的去向一事感到失望，但它亦讚揚劇情對灼和炯兩人的聚焦。亦因為第三期結尾就炯會否背叛整個團隊留下懸念，所以动漫新闻网稱炯的發展空間大於他的好友灼。

## 外部連結
- （日語） 動畫「PSYCHO-PASS（心靈判官）」公式官網（页面存档备份，存于）
- （繁體中文） PSYCHO-PASS心靈判官 My-Cartoon動畫中文官網（页面存档备份，存于）
- （日語） Xbox One「PSYCHO-PASS サイコパス 選択なき幸福」官網
- （日語） 電視動畫「心靈判官」的X（前Twitter）
- （日語） 電視動畫『心靈判官』特別捜査本部的Facebook專頁
- （简体中文） 《PSYCHO-PASS》第一季乐视网独播页面
- （简体中文） 《PSYCHO-PASS》第二季乐视网独播页面
- （繁體中文） PSYCHO-PASS心靈判官 - 巴哈姆特動畫瘋（页面存档备份，存于）
- （繁體中文） PSYCHO-PASS心靈判官第二季 - 巴哈姆特動畫瘋（页面存档备份，存于）

- 互联网电影数据库（IMDb）上《PSYCHO-PASS心靈判官劇場版》的资料（英文）
- 互联网电影数据库（IMDb）上《PSYCHO-PASS心靈判官劇場版SS1》的资料（英文）
- 互联网电影数据库（IMDb）上《PSYCHO-PASS心靈判官劇場版SS2》的资料（英文）
- 互联网电影数据库（IMDb）上《PSYCHO-PASS心靈判官劇場版SS3》的资料（英文）